# Eurovizijos atranka 2011
La seconda edizione di Eurovizijos atranka (ufficialmente Eurovizijos dainų konkurso nacionalinė atranka) si è svolta dal 5 al 26 febbraio 2011 e ha selezionato il rappresentante della Lituania all'Eurovision Song Contest 2011 a Düsseldorf.
La vincitrice è stata Evelina Sašenko con C'est ma vie, che all'Eurovision si è piazzata al 19º posto su 25 partecipanti con 63 punti totalizzati nella finale.

## Organizzazione
L'emittente LRT ha confermato la partecipazione della Lituania all'Eurovision Song Contest 2011 il 24 novembre 2010 insieme all'organizzazione di una nuova edizione di Eurovizijos atranka per selezionare il rappresentante nazionale.
L'edizione 2011 si è articolata in più serate: tre semifinali, ciascuna con 12 o 14 partecipanti, da cui, in base al voto combinato di giuria e televoto, tre artisti per serata hanno avuto accesso alla finale (più altri quattro scelti da una giuria esperta fra i non qualificati), e una serata finale con i 13 artisti qualificati. Il vincitore ha ricevuto un premio di 25 000 litas stanziati dall'Associazione lituana per la protezione del copyright (LATGA) per poter finanziare la propria partecipazione eurovisiva.

## Partecipanti
Gli artisti interessati hanno avuto modo di inviare all'emittente le proprie proposte dal 24 novembre 2010 al 3 gennaio 2011. Il successivo 11 gennaio sono state rese pubbliche le 43 canzoni accettate per prendere parte alle serate dal vivo, scese poi a 40 dopo i ritiri dei 24for7, di Asta Pilypaitė e di Vilija Matačiūnaitė. Fra i partecipanti ci sono Linas Adomaitis, vincitore della selezione del 2004 come parte del duo Linas & Simona, e Sasha Son, vincitore di Lietuvos dainų daina nel 2009.
| Artista                              | Brano                    | Compositori                                    |
| ------------------------------------ | ------------------------ | ---------------------------------------------- |
| Agnieška                             | Her Name Is May          | Agnieška Dobrovolska, Oleg Jerochin            |
| Aurelija Slavinskaitė                | The End                  | Georgios Kalpakidis                            |
| Avenue Acoustic                      | Atgal į nuodėmę          | Karolis Jančenkovas                            |
| Dave & Henry                         | Fresh Air Dream          | Jacob Gitkind, Nathan Gitkind                  |
| Deividas Bastys                      | My Girl                  | Žilvinas Liulys                                |
| Donny Montell                        | Let Me                   | Donatas Montvydas                              |
| Donny Montell & Sasha Son            | Best Friends             | Dmitry Šavrov                                  |
| Dovydas Maščinskas                   | Dirty Avenue             | Dovydas Maščinskas                             |
| Eden                                 | Sleep of Mind            | Andrej Viazinin, Marina Sorohan                |
| Eglė Jakštytė                        | Love Is Alive            | Monika Mužaitė, Marius Matulevičius            |
| Eglė Petrikaitė                      | Laimingi kaip mes        | Dalius Pletniovas                              |
| Eglė Petrošiūtė                      | Smile                    | Eglė Petrošiutė                                |
| El Fuego                             | Esu žmogus               | Rūta Lukoševičiūtė, Arvydas Skirutis           |
| Evelina Sašenko                      | C'est ma vie             | Andrius Kairys, Paulius Zdanavičius            |
| Flaer                                | Kibernetiniame sode      | Adomas Stančikas                               |
| Gintarė Korsakaitė                   | Atmerk akis              | Andrius Guržauskas, Rūta Lukoševičiūtė         |
| Gražina Jonušaitė                    | Mylėk savo priešą        | Darius Žvirblis                                |
| Greta Šmidt                          | Elektronic Love          | Greta Smidt                                    |
| Guoda Isado                          | Čiūto tūto               | Linas Adomaitis, Guoda Juškevičiūtė            |
| Jūratė Miliauskaitė                  | Tiesiog diena            | Jūratė Miliauskaitė, Birutė Masiliauskienė     |
| Kas jos tokios?                      | Unbreakable              | Hans Karlsen, Filip Racs, Aidan O'Connor       |
| Laura Jaraitė                        | City of Steel            | Jonas Krivckas, Mindaugas Stiga                |
| Liepa                                | Laukiu                   | Liepa Mondeikaitė                              |
| Linas Adomaitis                      | Floating to You          | Linas Adomaitis, Irma Adomatienė               |
| Martynas Beinaris                    | Tomorrow and After       | Martynas Beinaris, Gražina Guobužaitė          |
| Mezzo Tronic                         | I Mean It                | Mezzo Tronic                                   |
| Mino                                 | Don't Go                 | Romualdas Michailovskis, Mindaugas Mickevičius |
| Monika Linkytė                       | Days Go By               | Monika Linkytė, Irma Adomaitienė               |
| Neferit                              | 3 Wishes                 | Edgaras Lubys                                  |
| Nora                                 | What Is Love?            | Marius Leskauskas, Nora Strolytė               |
| Ramūnas Difartas & Gyvo Garso klubas | Before You Go            | Ramūnas Difartas, Aušra Sutkauskaitė           |
| Rūta Ščiogolevaitė                   | Break Free               | Elvin Dandel, Gero Weber                       |
| Sasha Son                            | The Slogan of Our Nation | Dmitry Šavrov                                  |
| The Independent                      | 7th Bus                  | Kipras Varaneckas                              |
| Timohi                               | Setellite of Setellite   | Jan Suchodolski, Timohi                        |
| Tofu Bubble                          | Take                     | Tofu Bubble                                    |
| Urtė Šilagalytė                      | Candy Baby               | Urtė Šilagalytė, Stanislavas Stavickis         |
| Valdas Maksvytis                     | Leisk mylėti             | Romualdas Michailovskis, Valdas Maksvytis      |
| Vigroses                             | Freedom of Mind          | Giedrė Girnytė, Arūnas Rakšnys                 |
| Viktorija Ivaškevičiūtė              | Be My Baby               | Viktorija Ivaškevičiūtė, Linas Adomaitis       |

## Semifinali
| #  | Artista                              | Titolo                   | Giuria | Televoto | Televoto | Totale | Posizione |
| #  | Artista                              | Titolo                   | Giuria | Voti     | Punti    | Totale | Posizione |
| -- | ------------------------------------ | ------------------------ | ------ | -------- | -------- | ------ | --------- |
| 1  | Mino                                 | Don't Go                 | 2      | 667      | 6        | 8      | 7         |
| 2  | Aurelija Slavinskaitė                | The End                  | 1      | 145      | 1        | 2      | 12        |
| 3  | Mezzo Tronic                         | I Mean It                | 1      | 174      | 3        | 4      | 9         |
| 4  | Laura Jaraitė                        | City of Steel            | 3      | 89       | 0        | 3      | 10        |
| 5  | Neferit                              | 3 Wishes                 | 0      | 30       | 0        | 0      | 14        |
| 6  | The Independent                      | 7th Bus                  | 10     | 722      | 7        | 17     | 2         |
| 7  | Gintarė Korsakaitė                   | Atmerk akis              | 4      | 255      | 5        | 9      | 6         |
| 8  | Dovydas Maščinskas                   | Dirty Avenue             | 0      | 90       | 0        | 0      | 13        |
| 9  | Monika Linkytė                       | Days Go By               | 8      | 1 432    | 12       | 20     | 1         |
| 10 | Martynas Beinaris                    | Tomorrow and After       | 5      | 911      | 8        | 13     | 5         |
| 11 | Urtė Šilagalytė                      | Candy Baby               | 6      | 1 323    | 10       | 16     | 4         |
| 12 | Sasha Son                            | The Slogan of Our Nation | 12     | 224      | 4        | 6      | 3         |
| 13 | Agnieška                             | Her Name Is May          | 0      | 170      | 2        | 2      | 11        |
| 14 | Ramūnas Difartas & Gyvo Garso klubas | Before You Go            | 8      | 134      | 0        | 8      | 8         |

| #  | Artista          | Titolo            | Giuria | Televoto | Televoto | Totale | Posizione |
| #  | Artista          | Titolo            | Giuria | Voti     | Punti    | Totale | Posizione |
| -- | ---------------- | ----------------- | ------ | -------- | -------- | ------ | --------- |
| 1  | Guoda Isado      | Čiūto tūto        | 5      | 582      | 5        | 10     | 6         |
| 2  | Valdas Maksvytis | Leisk mylėti      | 1      | 235      | 0        | 1      | 14        |
| 3  | Vigroses         | Freedom of Mind   | 7      | 912      | 10       | 17     | 2         |
| 4  | Dave & Henry     | Fresh Air Dream   | 8      | 413      | 3        | 11     | 5         |
| 5  | Liepa            | Laukiu            | 10     | 765      | 6        | 16     | 3         |
| 6  | Tofu Bubble      | Take              | 4      | 406      | 2        | 6      | 10        |
| 7  | Nora             | What Is Love?     | 6      | 204      | 0        | 6      | 9         |
| 8  | Eden             | Sleep of Mind     | 3      | 205      | 0        | 3      | 11        |
| 9  | Eglė Petrikaitė  | Laimingi kaip mes | 7      | 771      | 7        | 7      | 8         |
| 10 | Deividas Bastys  | My Girl           | 0      | 800      | 8        | 8      | 7         |
| 11 | Eglė Jakštytė    | Love Is Alive     | 2      | 171      | 1        | 3      | 13        |
| 12 | Kas jos tokios?  | Unbreakable       | 4      | 218      | 0        | 4      | 12        |
| 13 | Evelina Sašenko  | C'est ma vie      | 12     | 1 333    | 12       | 24     | 1         |
| 14 | Donny Montell    | Let Me            | 10     | 487      | 4        | 14     | 4         |

| #  | Artista                   | Titolo                 | Giuria | Televoto | Televoto | Totale | Posizione |
| #  | Artista                   | Titolo                 | Giuria | Voti     | Punti    | Totale | Posizione |
| -- | ------------------------- | ---------------------- | ------ | -------- | -------- | ------ | --------- |
| 1  | Timohi                    | Satellite of Satellite | 0      | 152      | 2        | 2      | 12        |
| 2  | Eglė Petrošiūtė           | Smile                  | 1      | 274      | 5        | 6      | 8         |
| 3  | Flaer                     | Kibernetiniame sode    | 2      | 90       | 0        | 2      | 11        |
| 4  | Gražina Jonušaitė         | Mylėk savo priešą      | 0      | 216      | 4        | 4      | 10        |
| 5  | El Fuego                  | Esu žmogus             | 4      | 131      | 1        | 5      | 9         |
| 6  | Greta Šmidt               | Elektronic Love        | 4      | 508      | 7        | 11     | 5         |
| 7  | Linas Adomaitis           | Floating to You        | 10     | 1 007    | 12       | 22     | 1         |
| 8  | Viktorija Ivaškevičiūtė   | Be My Baby             | 7      | 977      | 10       | 17     | 3         |
| 9  | Jūratė Miliauskaitė       | Tiesiog diena          | 5      | 206      | 3        | 8      | 6         |
| 10 | Avenue Acoustic           | Atgal į nuodėmę        | 7      | 83       | 0        | 7      | 7         |
| 11 | Donny Montell & Sasha Son | Best Friends           | 8      | 340      | 6        | 14     | 4         |
| 12 | Rūta Ščiogolevaitė        | Break Free             | 12     | 634      | 8        | 20     | 2         |

## Finale
La finale si è svolta il 26 febbraio 2011 e ha visto competere i 13 artisti qualificati dalle semifinali ed è stata suddivisa in due round. In una prima fase, il voto combinato di giuria e televoto ha decretato i primi tre classificati, che sono andati incontro a una seconda votazione da parte della sola giuria. Entrambe le fasi e i rispettivi voti sono stati vinti da Evelina Sašenko.
| #  | Artista                   | Titolo                   | Giuria | Giuria | Televoto | Televoto | Totale | Posizione |
| #  | Artista                   | Titolo                   | Voti   | Punti  | Voti     | Punti    | Totale | Posizione |
| -- | ------------------------- | ------------------------ | ------ | ------ | -------- | -------- | ------ | --------- |
| 1  | The Independent           | 7th Bus                  | 52     | 5      | 560      | 0        | 5      | 9         |
| 2  | Viktorija Ivaškevičiūtė   | Be My Baby               | 17     | 0      | 670      | 2        | 2      | 13        |
| 3  | Martynas Beinaris         | Tomorrow and After       | 1      | 0      | 699      | 3        | 3      | 12        |
| 4  | Monika Linkytė            | Days Go By               | 40     | 2      | 3 424    | 10       | 12     | 4         |
| 5  | Vigroses                  | Freedom of Mind          | 29     | 0      | 913      | 4        | 4      | 11        |
| 6  | Urtė Šilagalytė           | Candy Baby               | 31     | 1      | 1 591    | 5        | 6      | 8         |
| 7  | Linas Adomaitis           | Floating to You          | 106    | 10     | 2 914    | 8        | 18     | 2         |
| 8  | Donny Montell             | Let Me                   | 50     | 4      | 1 783    | 6        | 10     | 5         |
| 9  | Liepa                     | Laukiu                   | 102    | 8      | 588      | 1        | 9      | 6         |
| 10 | Donny Montell & Sasha Son | Best Friends             | 50     | 4      | 249      | 0        | 4      | 10        |
| 11 | Evelina Sašenko           | C'est ma vie             | 168    | 12     | 5 895    | 12       | 24     | 1         |
| 12 | Sasha Son                 | The Slogan of Our Nation | 67     | 6      | 251      | 0        | 6      | 7         |
| 13 | Rūta Ščiogolevaitė        | Break Free               | 99     | 7      | 2 253    | 7        | 14     | 3         |

| # | Artista            | Titolo          | Punti | Posizione |
| - | ------------------ | --------------- | ----- | --------- |
| 1 | Linas Adomaitis    | Floating to You | 124   | 3         |
| 2 | Evelina Sašenko    | C'est ma vie    | 168   | 1         |
| 3 | Rūta Ščiogolevaitė | Break Free      | 118   | 3         |